# 3D-Zellkultur
3D-Zellkultur bezeichnet die Kultivierung von Zellen in einer mikrostrukturierten dreidimensionalen Zellkultur unter In-vitro-Bedingungen. So wie die Organe im Körper eine räumliche Orientierung einnehmen, soll dies auch in Zellkulturen realisiert werden. Im Gegensatz zum Tissue Engineering dient die 3D-Zellkultur nicht in erster Linie zur Erzeugung von Organen.

## Eigenschaften
Der Begriff 3D-Zellkultur grenzt sich ab von der 2D-Zellkultur und bezeichnet Zellkultur, die im Gegensatz zu Monolagen die Dreidimensionalität von Gewebe berücksichtigt. Dies geschieht in Form von Microcarrier, darunter Hydrogelen aus Gerüstproteinen wie etwa Kollagen, Gelatine-Methacrylat oder kommerziellem Matrigel. In einer 3D-Umgebung bilden viele Zelllinien Sphäroide aus, deren Durchmesser im Laufe der Zeit nach der Einbettung der Zellen anwächst. Auch nicht Sphäroid bildende Zellen zeigen oft eine Morphologie, die sich von der von Wachstumsbedingungen etwa auf Glas unterscheidet. Gegenüber anderen Methoden, Sphäroide zu gewinnen, zeichnet sich die 3D-Zellkultur dadurch aus, dass die Zellen mit der – künstlichen, aber der Physiologie nachempfundenen – extrazellulären Matrix interagieren, was sich über adhäsionsvermittelte Signaltransduktion auf die Regulation von Genexpression auswirkt. Ebenso gehört die Kultur von Gewebeschnitten zur 3D-Zellkultur. Die 3D-Zellkultur versucht, organspezifische Bedingungen weitgehend zu berücksichtigen und greift dabei zumeist auf die Verarbeitung von Kunststoffen, aber auch Naturstoffen zurück, die sich bereits als anwendbar für Zellkulturen erwiesen haben.

## Methoden
3D-Zellkulturen können entweder in Multiwellplatten mit besonders geringer Adhäsionswirkung und U-förmigen Boden, unbeschichteten Zellkulturflaschen oder dafür designten Inkubatoren gehalten werden.
Bei den unbeschichteten Flaschen bleibt den zur Adhäsion neigenden Zellen keine andere Adhäsionsoberfläche als die anderen Zellen, wodurch sich zusammenhängende dreidimensionale Strukturen ergeben. Dadurch, dass die Zellen allerdings nicht aktiv zueinander geführt werden und teilweise doch noch am Boden anhaften können, sorgt diese Methode nicht verlässlich für Sphäroidbildung. Bei den auf 3D-Zellkultur ausgelegte Platten sorgt die Form des Bodens dafür, dass die inokulierten Zellen durch die Schwerkraft Kontakt miteinander haben, und der Aufbau von Bindungen unter den Zellen ist häufiger. Dadurch bildet sich typischerweise pro Well ein Sphäroid aus, der aus mehreren inokulierten Zellen sowie deren durch Zellteilung erzeugten Nachkommen zusammengesetzt ist. Es werden also verlässlich Sphäroide erzeugt, durch diese Mischung weisen diese Sphäroide allerdings keine homogene Morphologie auf. Homogenität und Reproduzierbarkeit werden einfacher mithilfe von auf 3D-Zellkultur ausgelegten Inkubatoren erzeugt, die die Zellen in Schwebe halten. Durch diese „Schwerelosigkeit“ können die Zellkolonien in alle Richtungen gleichmäßig wachsen und außerdem stammen diese Einzelkolonien dann meist auch aus Einzelzellen, wenn bei Inokulation eine ausreichende Dissoziierung der Zellen gegeben war. Außerdem erhöht diese Methode die Viabilität der Zellen, weil es keinen Zellstress durch Scherkräfte durch Kontakt mit dem Zellkulturgefäß gibt.

## Anwendungen
Die 3D-Zellkultur wird zunehmend in der Pharmakologie zum teilweisen Ersatz von Versuchstieren und 2D-Zellkulturen verwendet. Daneben eignet sie sich besser zum High-Throughput-Screening als Versuchstiere, verzichtet dabei jedoch auf die Untersuchung der Wechselwirkungen zwischen den Organen in einem Organismus. Es gibt Hinweise, dass ein organähnliches Verhalten der Zellkultur zu aussagekräftigeren Ergebnissen führt, wenn die Wirkungsweise eines neuen Medikamentes getestet werden soll und dabei Rückschlüsse bezüglich seiner Pharmakokinetik und Pharmakodynamik gezogen werden müssen. Es existieren verschiedene 3D-Organmodelle für den jeweiligen Eintritts- und Wirkungsort des Stoffes, so zum Beispiel für Haut, Leber, Bauchspeicheldrüse oder die Lunge. Andere Anwendungsgebiete sind die Erforschung von Stammzellen oder auch die Tumorforschung. Außerdem finden 3D-Zellkulturen Einsatz im Forschungsbereich Regenerative Medizin, um beispielsweise Implantate für Knorpel zu erzeugen oder um Wundheilungsprozesse zu erleichtern. Weiterhin werden 3D-Zellkulturen zur Erzeugung von In-vitro-Fleisch verwendet.